# Histoire du peuple juif

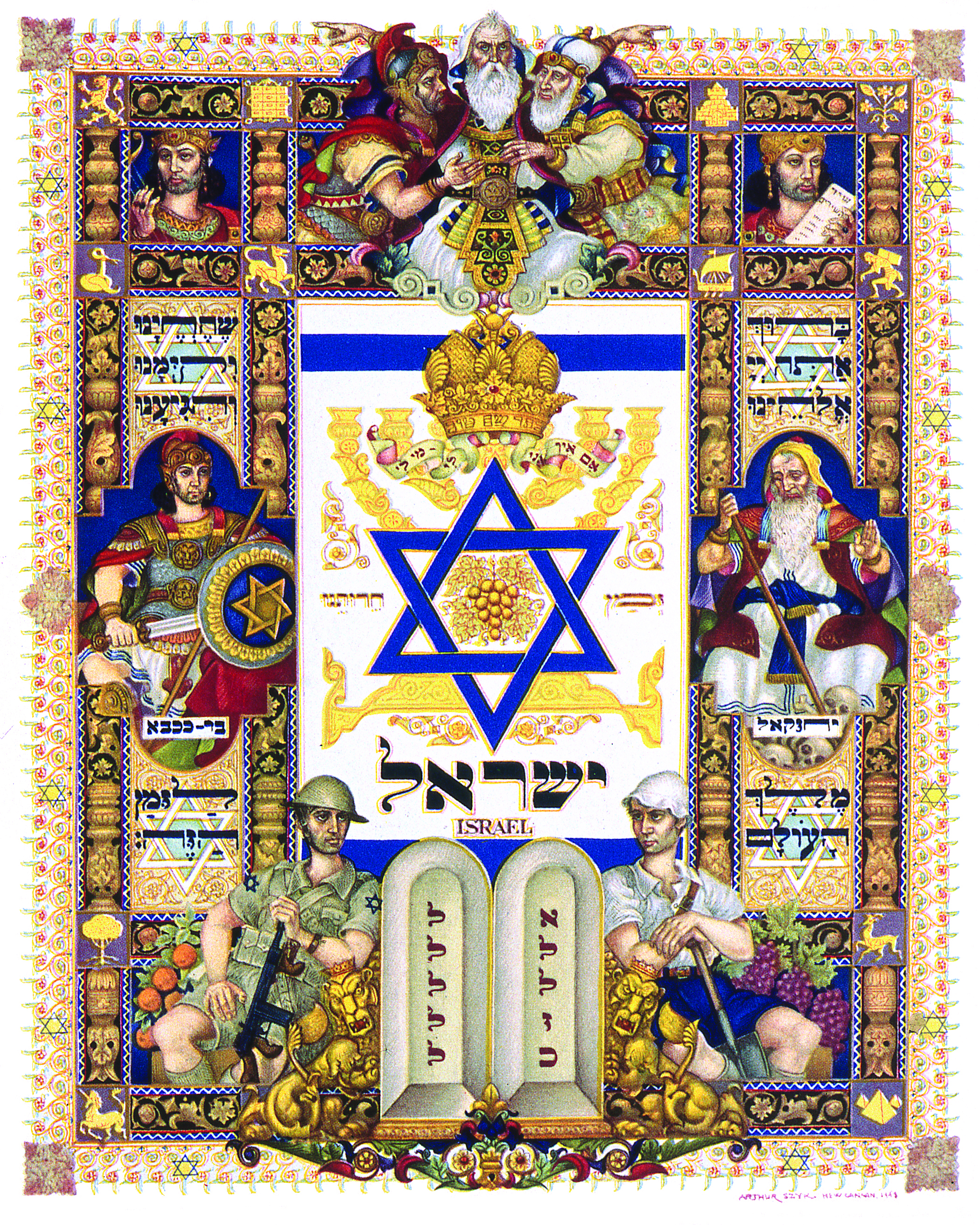
Visual History of Nations, Israel (4 000 ans d'histoire juive) par A. Szyk. (Description de l'illustration).

L'histoire du peuple juif s'étend sur plus de 3 000 ans, de -1200 à nos jours. La première mention de son existence hors contexte biblique apparaît sur la stèle de Mérenptah au XIIIe siècle avant J.-C. Selon la tradition juive, ses racines remontent aux patriarches Abraham, Isaac et Jacob également appelé Israël.

## Israël antique

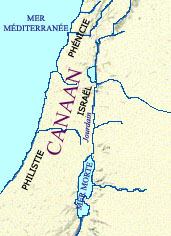

Le peuple juif est issu des Israélites qui ont vécu dans la région du Croissant fertile et sur la côte de la Méditerranée orientale ils commencent à se développer au début de l'âge du fer vers -1000. Il émerge au sein des peuples existant entre le Nil, le Tigre et l'Euphrate. Il prend son essor dans le pays de Canaan région qui fut un carrefour de civilisations et correspond plus ou moins aujourd'hui aux territoires couvrant l'État d'Israël, la Cisjordanie, le Liban du Sud et l'Ouest de la Syrie où ont vécu les Cananéens et les Phéniciens. La Bible hébraïque présente les Israélites comme descendants d'une même famille, divisés en douze tribus indépendantes puis fédérés en un royaume unifié qui se scinde ultérieurement en deux royaumes, le royaume d'Israël et le royaume de Juda. L'archéologie tend à situer les débuts de leur histoire aux derniers siècles du IIe millénaire av. J.‑C., après l'effondrement des grands empires égyptien et hittite dominant le Proche-Orient.

### Premières traces (-1200 à -880)

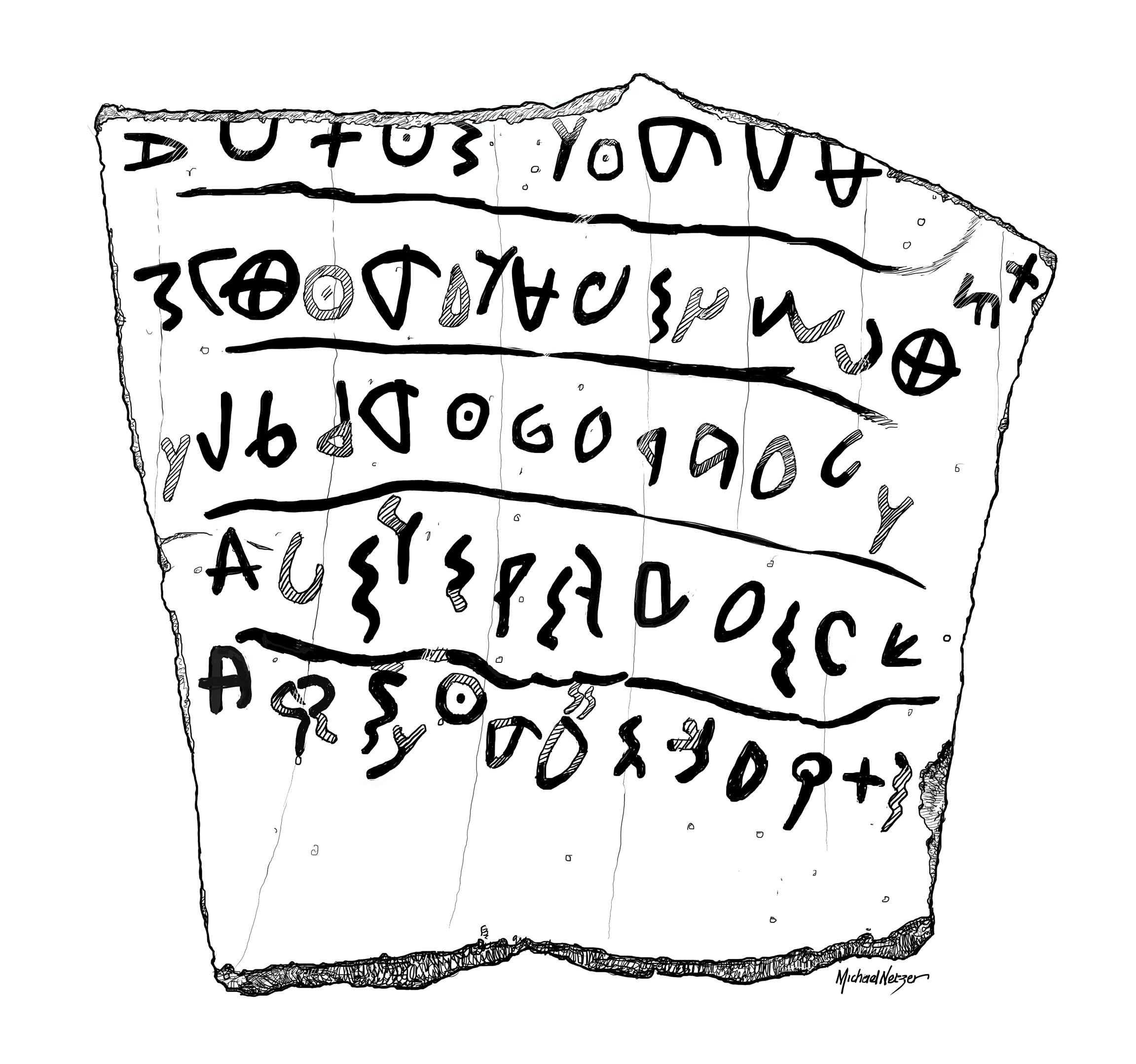
Ostracon de Khirbet Qeiyafa

En archéologie, on désigne par premiers Israélites, la population nommée Israël sur la stèle de Mérenptah. Après l'exil à Babylone, le royaume de Juda devient une province de l'Empire perse, Yehoud : la Judée. Les Israélites sont désormais appelés Yehoudim, les Judéens, ou Juifs.
Les prospections archéologiques menées depuis 1990 sur les hautes terres de Canaan ont permis d'établir la présence, à partir de -1 200, de petites communautés de nomades qui se sédentarisent. Selon Pierre de Miroschedji, les premiers Israélites sont d'origine cananéenne mais contrairement à leurs voisins, ils n'élèvent pas de porc et n'en mangent pas, comme cela est prescrit dans la Torah ; leurs habitations sont de forme ovoïde. Ils ne semblent pas avoir été alphabétisés et on ne les connaît que par les écrits d'autres peuples, égyptien et assyrien notamment. La plus ancienne inscription connue en hébreu ancien, bien que cela soit contesté, est l'ostracon de Khirbet Qeiyafa trouvé dans une strate datée du Xe siècle av. J.-C. (entre -1050 et -970, selon des mesures au carbone 14) près de Bet Shemesh, une ville située à environ 30 kilomètres à l'ouest de Jérusalem.

### Monarchie unifiée d'Israël et Juda

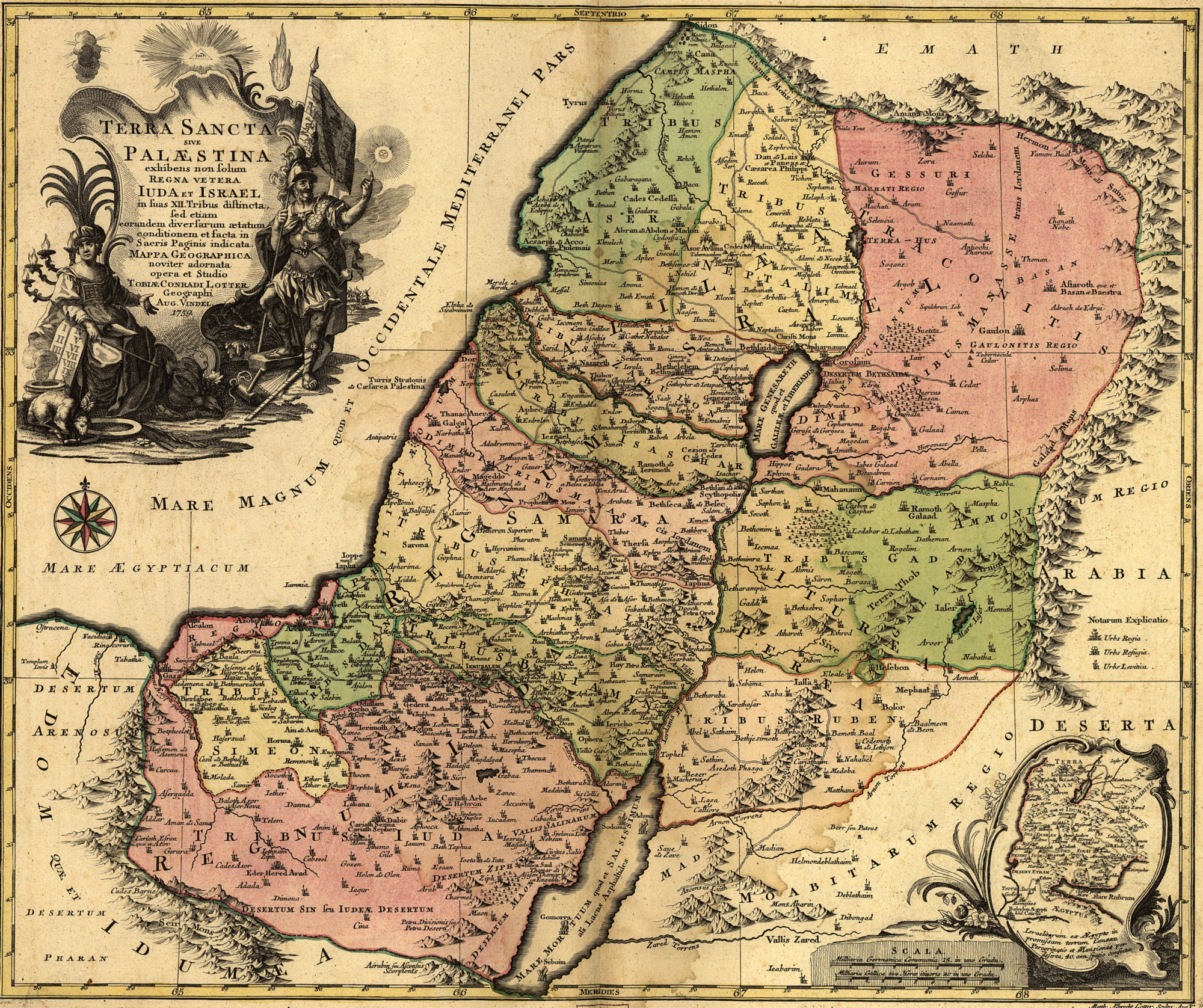
Représentation des territoires des tribus d'Israël (carte de 1759)

Selon la Bible, le Royaume d'Israël, ou Monarchie unifiée d'Israël et Juda est le royaume proclamé par les Israélites. On fixe généralement l'émergence de ce royaume au XIe siècle av. J.-C. La Bible le situe après l'époque des Juges d'Israël. La Bible dit que Saül, issu de la tribu de Benjamin, est désigné roi d'Israël par le prophète Samuel. Saül réunifie les douze tribus et règne sur le peuple d'Israël.

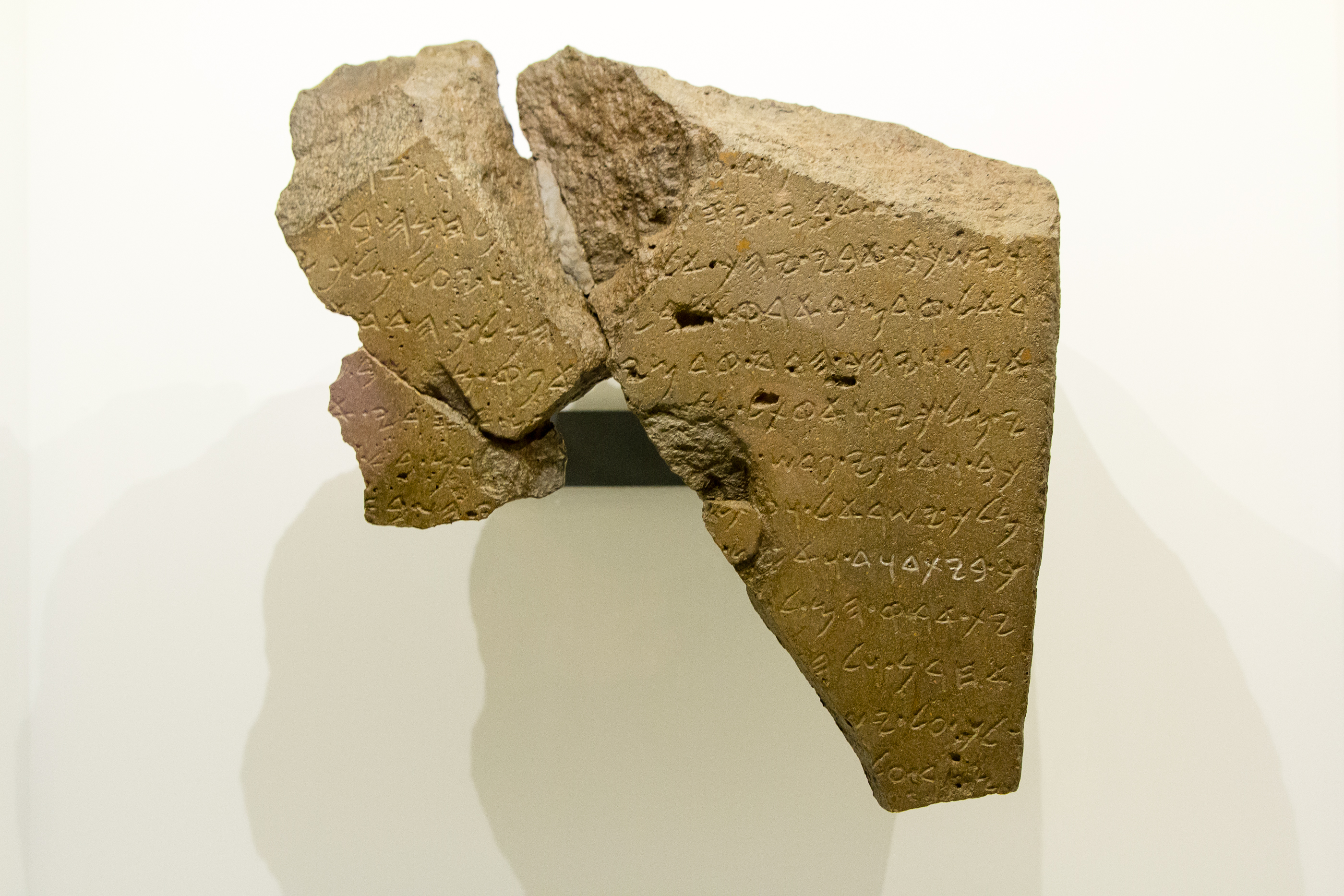
Stèle de Tel Dan

David ne lui succède officiellement qu'à sa mort. Il est issu de la tribu de Juda, et devient roi des 12 tribus d'Israël avec lesquelles il prend Jérusalem. Ensuite, Salomon, fils de David, est roi d'Israël. La Bible le dépeint comme un roi qui amène le royaume à son apogée dans tous les domaines. Le pays s'enrichit par les échanges régionaux. Sur le plan religieux, Salomon construit le premier Temple de Jérusalem. Après sa mort, intervient un schisme qui engendre la création de deux royaumes distincts, les royaumes de Juda et d’Israël.
La majorité des historiens pensent que l'historicité de David est attestée par la stèle de Tel Dan qui mentionne la maison de David, d'où sont issus les rois de Juda. Toutefois, le fait qu'un royaume unifié ait dominé la région du Levant est sérieusement mis en doute par plusieurs d'entre eux, qui voient dans ce récit une image idyllique promue par l'entourage du roi Josias.

### Royaume d’Israël
Le royaume d'Israël est établi par les Israélites en Samarie. Les historiens situent cela vers -930, et pensent qu'il dure jusque vers -720. Ils le nomment souvent royaume de Samarie ou royaume du Nord pour le différencier du royaume de Juda, au sud. Ce royaume est dirigé par plusieurs dynasties successives. Sa capitale est d'abord Sichem, avant que Jéroboam n'opte pour Tirça. Plus tard, Omri fonde la ville de Samarie qui devient la capitale du royaume jusqu'à sa chute vers -720.
Le premier roi d'Israël dont l'archéologie fait mention est Omri, dont le nom est mentionné dans la stèle de Mesha du VIIIe siècle. Omri a dominé une région plus étendue que le territoire traditionnel des tribus d'Israël. Il a conquis, au moins en partie, Moab et le sud de la Syrie. Les archéologues Israël Finkelstein et Neil Asher Silberman lui attribuent la prospérité du pays et les importantes constructions de Megiddo, Gezer et autres villes que les précédentes théories archéologiques situent à l'époque de Salomon qui n'aurait régné, comme David son père, que sur Juda. Après de nombreux conflits avec ses voisins dont principalement la Syrie et un développement politique, économique et démographique notable (sa population aurait atteint jusqu'à 350 000 habitants), le royaume d'Israël disparaît vers 720 av. J.-C. avec la conquête assyrienne.

### Royaume de Juda

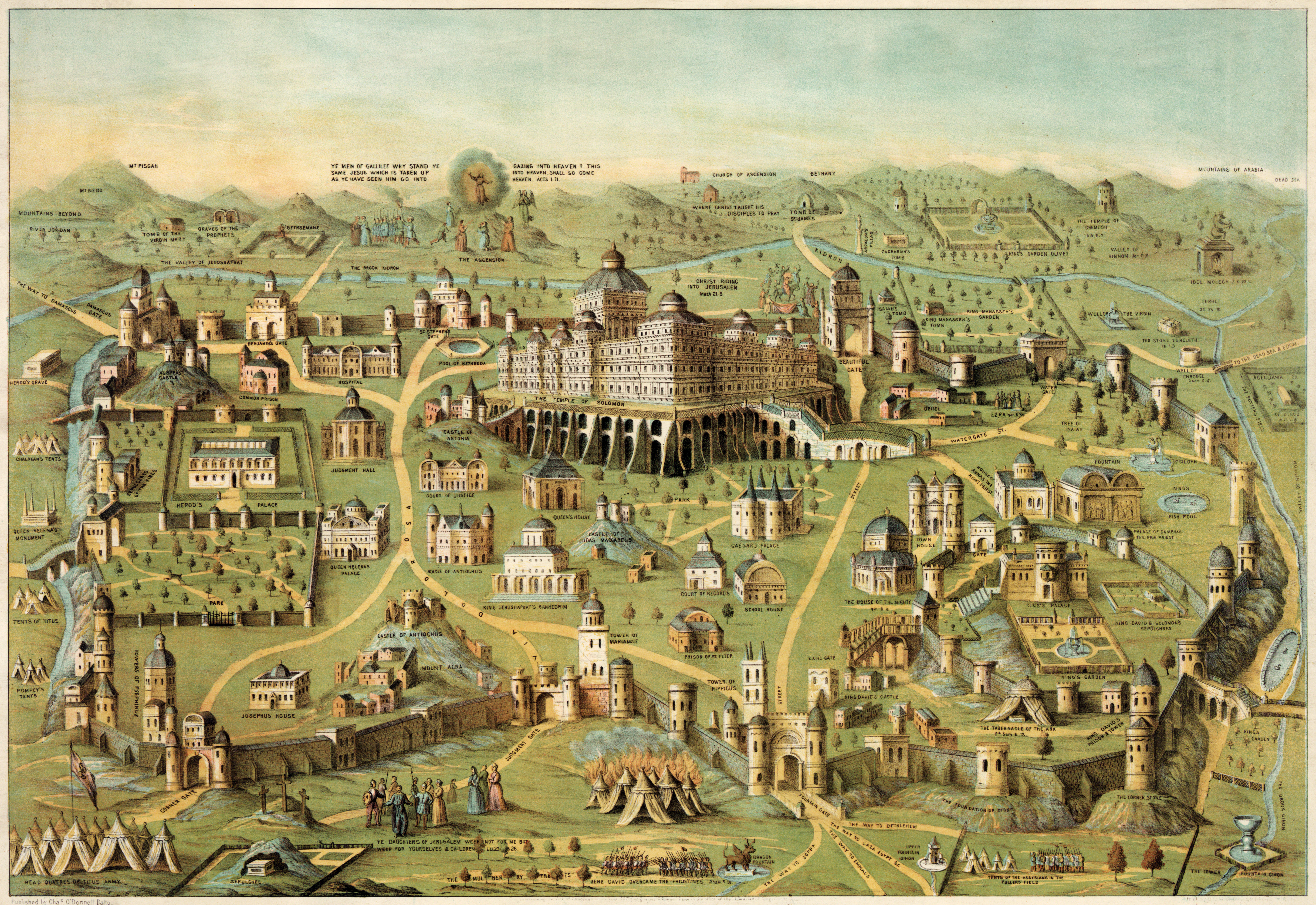
Illustration de Jérusalem à l’époque du Temple de Salomon, 1871

Selon la Bible, le royaume de Juda est établi par les Israélites concomitamment avec le royaume d'Israël, et en rivalité avec lui (vers -931). Il est constitué par deux des tribus d’Israël, la tribu de Juda et la tribu de Benjamin sur les territoires autour de Jérusalem et d'Hébron. Sa disparition intervient en -587 lors d'une campagne menée par Nabuchodonosor II contre Jérusalem qu'il assiège. La ville est pillée et les soldats babyloniens incendient le Temple et les édifices de la ville. Le royaume est détruit et toute sa population est déportée vers les différentes régions de l'empire néo-babylonien.

## Exil à Babylone
À la suite de la perte des repères nationaux que sont essentiellement la terre, la royauté et le lieu du culte (Temple de Jérusalem) les exilés du Royaume de Judah, sont rassemblés par leurs autorités morales et religieuses autour des écrits historiques et de la littérature produite pendant les siècles précédents. Les chercheurs datent de cette époque la naissance du Judaïsme tel qu'il se développera ensuite : les écritures traditionnelles et religieuses recevant la primauté sur les institutions nationales du sacerdoce et de la royauté.

## Période du Second Temple (-515 à 70)

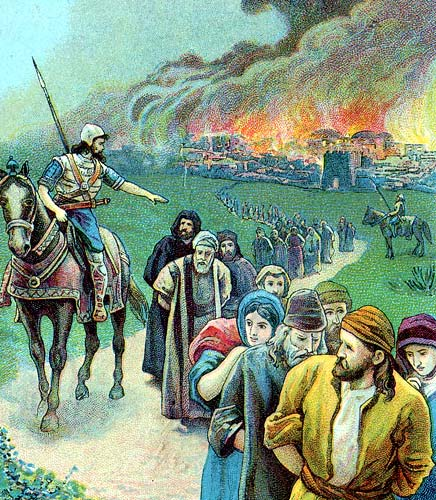
Vignette illustrant la déportation à Babylone des Juifs de Jérusalem

La période du Second Temple s'étend de 515 av. J.-C. (fin de la construction du second Temple) au Ier siècle (destruction du second Temple en 70 de notre ère). 70 ans après le début de l'exil à Babylone, les Judéens retournent sur leur terre lors du règne de Cyrus II, sous la conduite d'Ezra, Néhémie et Zorobabel, auxquels succèdent la Grande Assemblée. La reconstruction du second Temple de Jérusalem dure de 520 av. J.-C. à 515 av. J.-C.. C'est une période de réformes religieuses et de « purification ethnique » (voir les réformes d'Ezra et la répudiation des épouses cananéennes). Les habitants du royaume nordiste ne sont pas admis dans l'Assemblée, et forment le samaritanisme. La province de Judée passe par plusieurs dominations successives. Plusieurs groupes religieux se font concurrence, tant pour le pouvoir que pour la détermination de l'orthodoxie.
Pendant cette époque, un nouveau groupe religieux juif-messianiste voit le jour : les chrétiens qui proclament que Jésus de Nazareth est le Messie. Un courant chrétien, les nazôréens, continue d'observer la Torah et notamment la circoncision, les interdits alimentaires et le shabbat. Ils s'opposent au point de vue de Paul qui pensait nécessaire de propager auprès des non-juifs la foi en la messianité de Jésus. L'histoire ultérieure de ce groupe est obscure.

### Révolte des Maccabées
La révolte des Maccabées est à la fois une révolte juive contre la dynastie hellénistique des Séleucides, et un conflit interne au peuple juif opposant des traditionalistes hostiles à l’évolution de la tradition juive au contact de la culture grecque et des Juifs hellénisants plus favorables au métissage culturel. Cet épisode, qui se situe au IIe siècle av. J.-C., entre -175 et -140, est raconté dans les deux premiers livres des Maccabées et a conduit à la fondation de la dynastie des Hasmonéens.

Emblème de la dynastie des Hasmonéens, 135-104 av. J.-C.

### Dynastie des Hasmonéens
Les Hasmonéens sont une dynastie qui parvient au pouvoir en Judée au cours de l'insurrection des Maccabées que Mattathias, un prêtre de la lignée sacerdotale de Yehoyarib, initie en 168-167 av. J.-C. et auxquels se joignent les Hassidéens. Selon Flavius Josèphe, Mattathias, l'instigateur de la Révolte des Maccabées, est descendant d'un certain Hasmonée (Hashmonaï en hébreu) d'où le nom que prend la dynastie. Simon obtient de Démétrios Nicator l'évacuation des dernières troupes séleucides de Jérusalem en 142, c'est avec lui que commence la dynastie hasmonéenne.

### Sadducéens et Boéthusiens
Les Sadducéens et les Boethusiens, classes sacerdotales disciples du prêtre Sadok et de Boethus, proches du pouvoir, ne reconnaissent d'autre autorité que la Torah, prise à la lettre et tiennent des registres extrêmement précis afin d'étayer les lignées sacerdotales. C'est ce souci généalogique qui a conduit les théoriciens de l'hypothèse documentaire à supputer un rédacteur P (Prêtre).

### Pharisiens
Les Pharisiens, descendants des Zougot, s'appuient sur certaines exhortations prophétiques (« Je hais vos fêtes »), pour chercher à appliquer les rites autant dans la lettre que l'esprit, celui-ci ayant parfois préséance. Ils se transmettent pour ce faire une exégèse orale du Tanakh de père à fils et de maître à disciple. Ils reçoivent un large soutien du peuple, et dès l'époque de Shimon ben Shetah, dominent la vie religieuse, via le Sanhédrin.

### Esséniens
Les Esséniens, ascètes se repliant dans le désert, prônent une voie de détachement. Ils sont assez proches des Pharisiens, mais développent des idées propres à consonance apocalyptique, parlant, par exemple, d'un combat des fils de la lumière contre ceux de l'obscurité.

### Zélotes

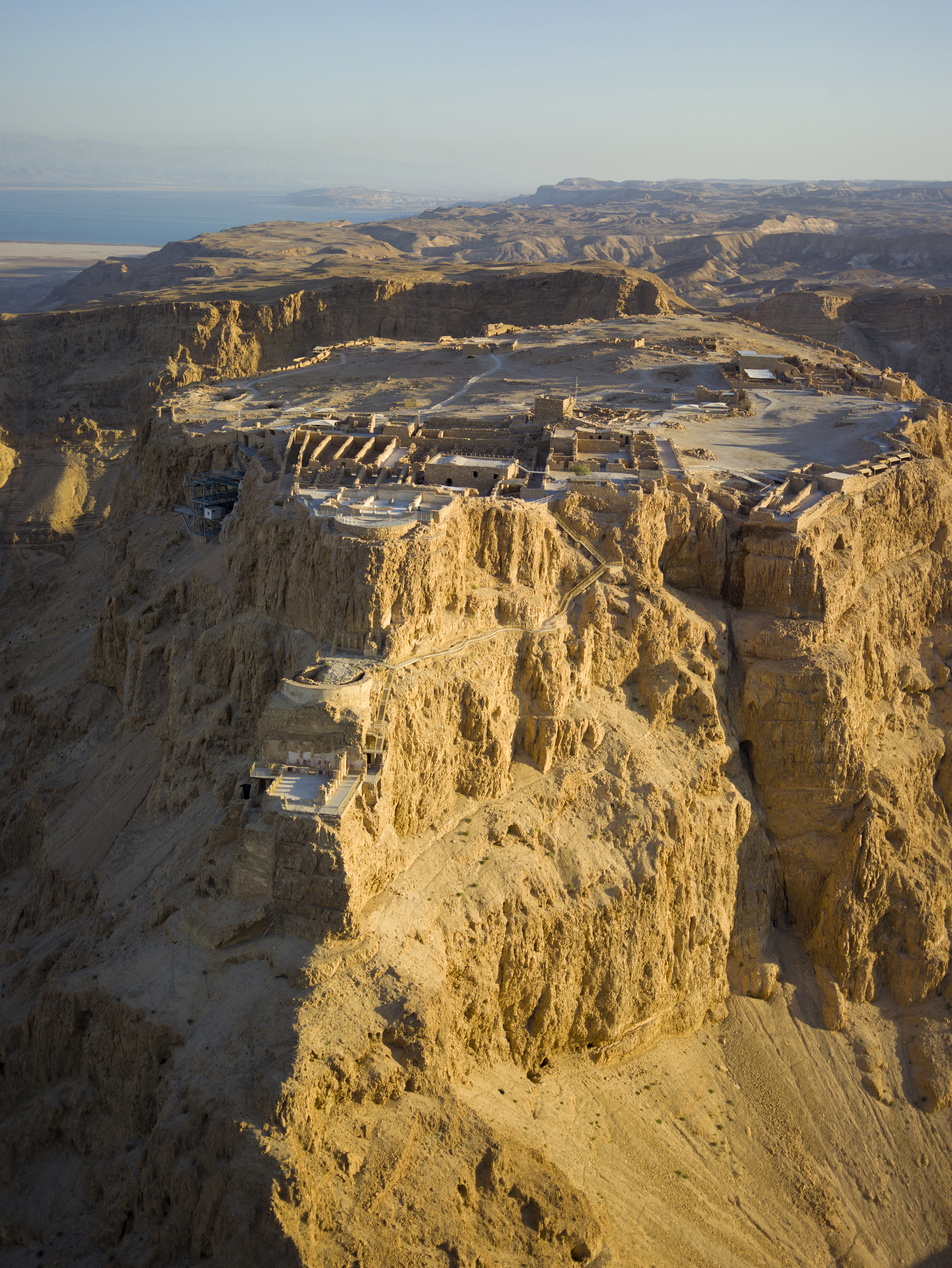
Vue aérienne de Massada

Les Zélotes (Sicaires), sont également proches des Pharisiens, mais fort portés à la guérilla contre les envahisseurs, surtout Romains. Instigateurs de la révolte contre Rome, leur mouvement disparaît à la suite du siège de Massada. Cette classification est tributaire du récit de Flavius Josèphe et de ses « quatre sectes ». Il est toutefois probable que d'autres mouvements existaient, et que l'hégémonie du judaïsme pharisien mettra plusieurs siècles à s'établir.

## Exil après la destruction du second Temple (+ 70)

### Diaspora
La prise de Jérusalem par Pompée en 63 av. J.-C. entraîne l'envoi en esclavage de nombreux prisonniers à Rome. C'est l'élément fondateur de la Diaspora en Occident.

### Développement du judaïsme

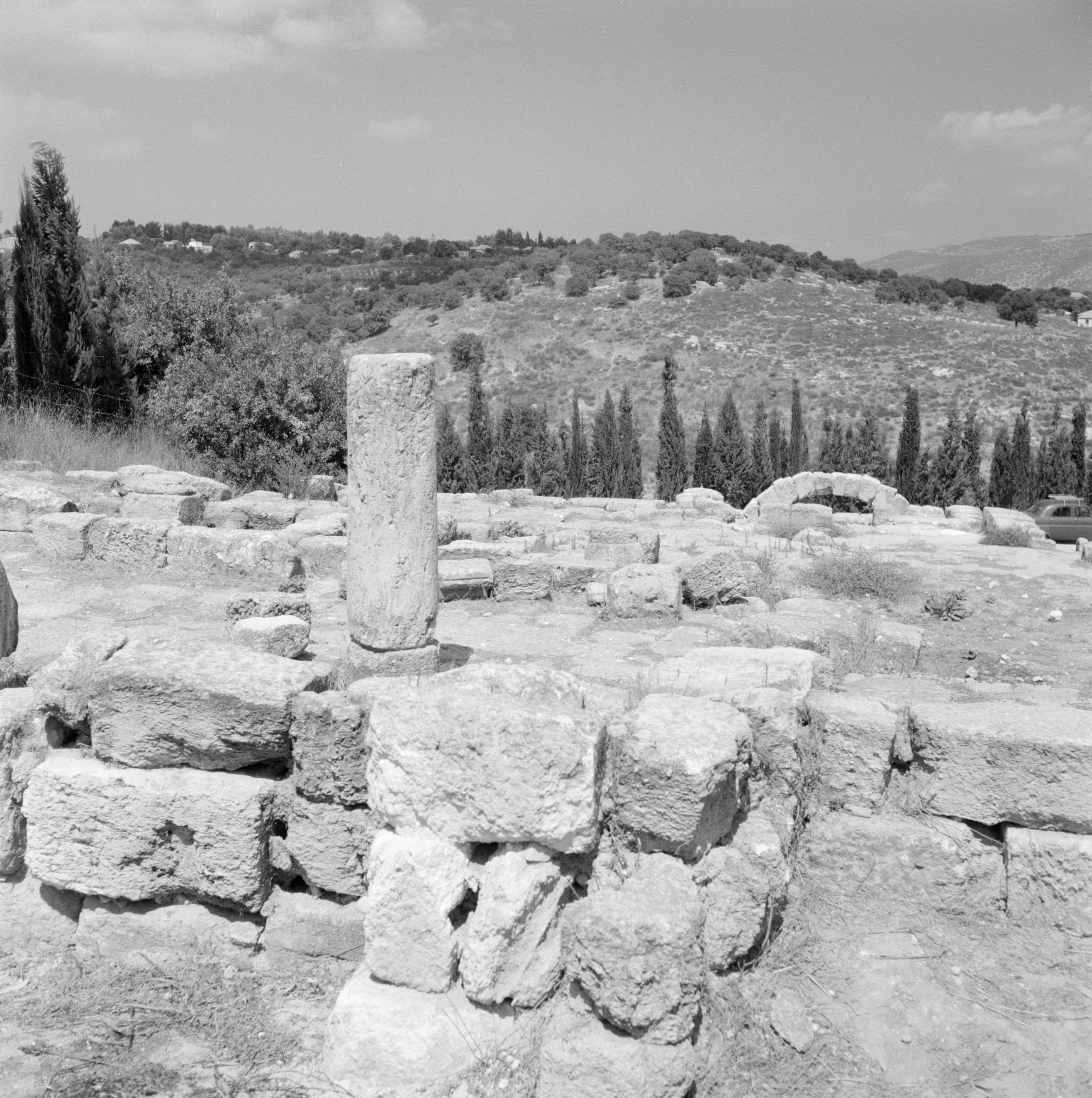
Ruines d'une synagogue à Beit Shearim, II s.

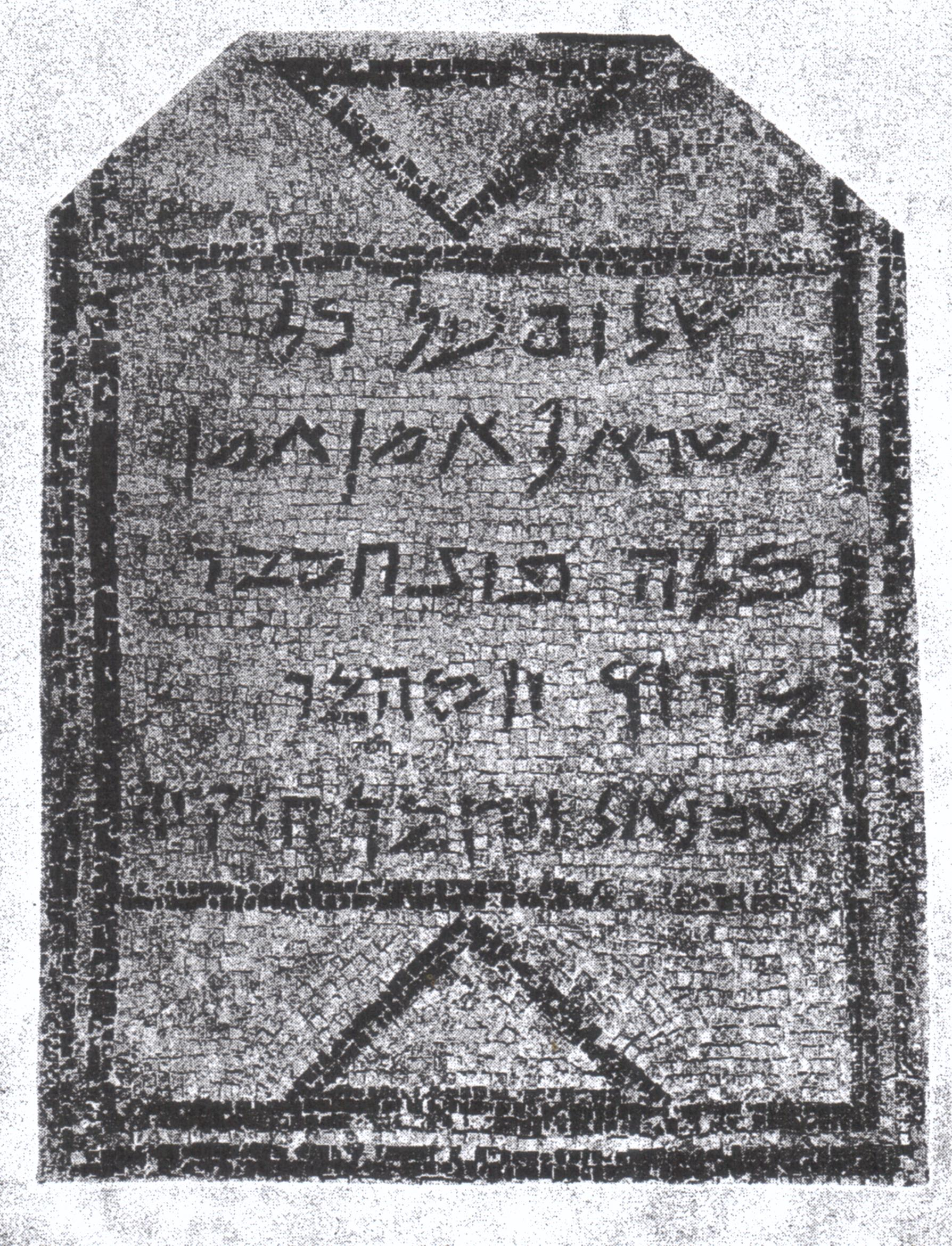
Scan d'une mosaïque juive trouvée dans les fondations d'une église byzantine construite à Jerash (Jordanie) en 530 après J.-C.

Le développement du judaïsme fut progressif et témoigne de paradigmes successifs et parfois opposés. Après le retour des exilés de Babylone, la religion mosaïque se divisa entre Judéens (Juifs) et Samaritains, ces derniers récusant l'interprétation de la Torah que proposent les Prophètes ainsi que la centralité de Jérusalem pour la reporter sur le mont Garizim.
Le judaïsme du Second Temple de Jérusalem fut lui-même l'un des plus diversifiés de l'histoire juive : outre les groupes les mieux connus (esséniens, zélotes, pharisiens, sadducéens et les Hérodiens), d'autres courants existaient dont nous ne connaissons guère que le nom : nazaréens, gnostiques, ou encore Minim, terme qui désignait probablement les premiers chrétiens. Le Second Temple et les grands-prêtres d'Israël, théoriquement autorité centrale dans le judaïsme, furent rejetés par les Juifs d'Éléphantine et les Esséniens.
À la suite de la destruction du Second Temple, le judaïsme pharisien devint progressivement majoritaire. Il imposa largement dans le monde juif sa conception de la Torah orale. L'autorité de cette Loi orale fut néanmoins contestée à l'époque des deux Temples successifs par les Sadducéens, puis à partir du VIIIe siècle de l'ère courante par un courant scripturaliste nommé karaïsme. 
La Torah orale fut par ailleurs également ignorée par des groupes indépendants tels que les Samaritains ou certaines communautés juives éloignées des centres d'enseignement et de diffusion de cette Loi, comme les juifs de Chine et de l'Inde, et les Juifs éthiopiens.
Le Talmud est l'un des textes fondamentaux du judaïsme rabbinique et la base de sa Halakha (« loi religieuse »). Il existe en deux versions qui se complètent rédigées en hébreu et en judéo-araméen : le Talmud de Jérusalem compilé au IIe siècle dans les académies talmudiques de la terre d'Israël qui couvre l'ensemble des traités de la Mishna et le Talmud de Babylone compilé au VIe siècle dans les académies de la diaspora du Moyen-Orient est particulièrement étudié dans l'ensemble du judaïsme rabbinique.

## Moyen Âge et Renaissance

### Antisémitisme et antijudaïsme

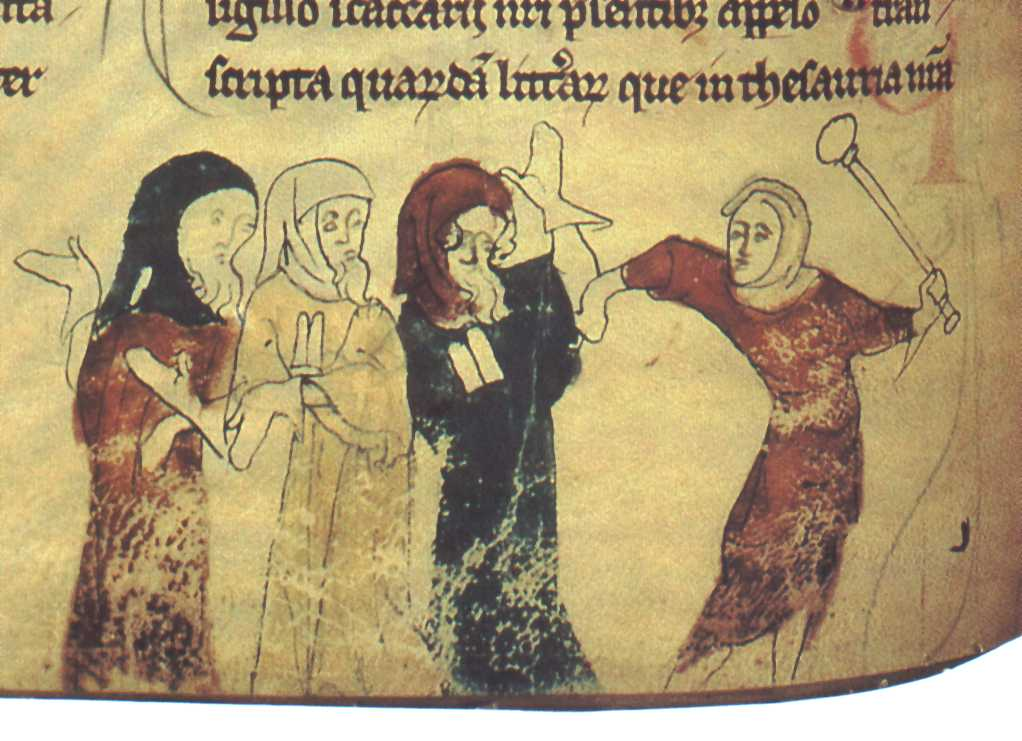
Persécution de Juifs à l'époque de leur expulsion de Grande Bretagne, arborant la tabula imposée par Henry III en 1253, Rochester Chronicle, 1290

Plusieurs formes distinctes d’antisémitisme évoluèrent dans leur conception au cours de l'Histoire. Elles se caractérisent par la discrimination et à l'hostilité manifestées à l'encontre des Juifs en tant que groupe ethnique, religieux, national ou racial.

### Période des Gueonim
L'ère des Gueonim s'étend de 589 (4349 dans le calendrier hébraïque), à 1038 (4798).
Au cours du Moyen Âge, l'antijudaïsme se développe chez les chrétiens. Il prend une forme théologique au VIIe siècle, avec l'introduction de la mention « pro perfidis judæis » dans la liturgie du Vendredi saint. Avec le recul, on considère que cela a contribué à légitimer certaines violences ultérieures des chrétiens contre les Juifs. Selon la thèse de David Nirenberg, ces faits de violence rituelle qui se manifestent particulièrement le jour de Pâques s'inscrivent dans le contexte de violence généralisée du Moyen Âge et ont pour objet de souligner l'infériorité de condition des Juifs et la détestation qu'on leur porte mais n'ont pas pour objet d'entraîner à terme l'élimination de la minorité juive d'un contexte social donné.

### Période des Rishonim
Les Rishonim sont les rabbins et Posqim qui vécurent de l'ère comprise entre les Gueonim et le Choulhan Aroukh, c'est-à-dire de 1250 à 1500.
Dans l'Empire byzantin, la culture yévanique des Romaniotes développe et diversifie l'héritage des Gueonim, qui va se diffuser tant en milieu sépharade avec le philosophe Maïmonide, qu'en milieu ashkénaze avec le sage Kalonymos du Rhin. Au XIIe siècle, Juifs, chrétiens et musulmans furent associés dans le vaste mouvement de traduction des œuvres d'Aristote, qui contribua au renouvellement de la pensée occidentale.
Mais l'Empire subit lui aussi l'intolérance chrétienne, et de plus les croisades successives s'accompagnent souvent de violences contre les Juifs. À partir des années 1120, les papes promulguent des textes ayant pour principe de protéger les « Juifs du pape », Jean XXII interrompant cette politique avec la croisade des pastoureaux de 1320, politique plusieurs fois reprise par ses successeurs dans des conjonctures d'accroissement de fiscalité (les Juifs faisant partie des fermiers levant les impôts pontificaux) ou d'antijudaïsme.

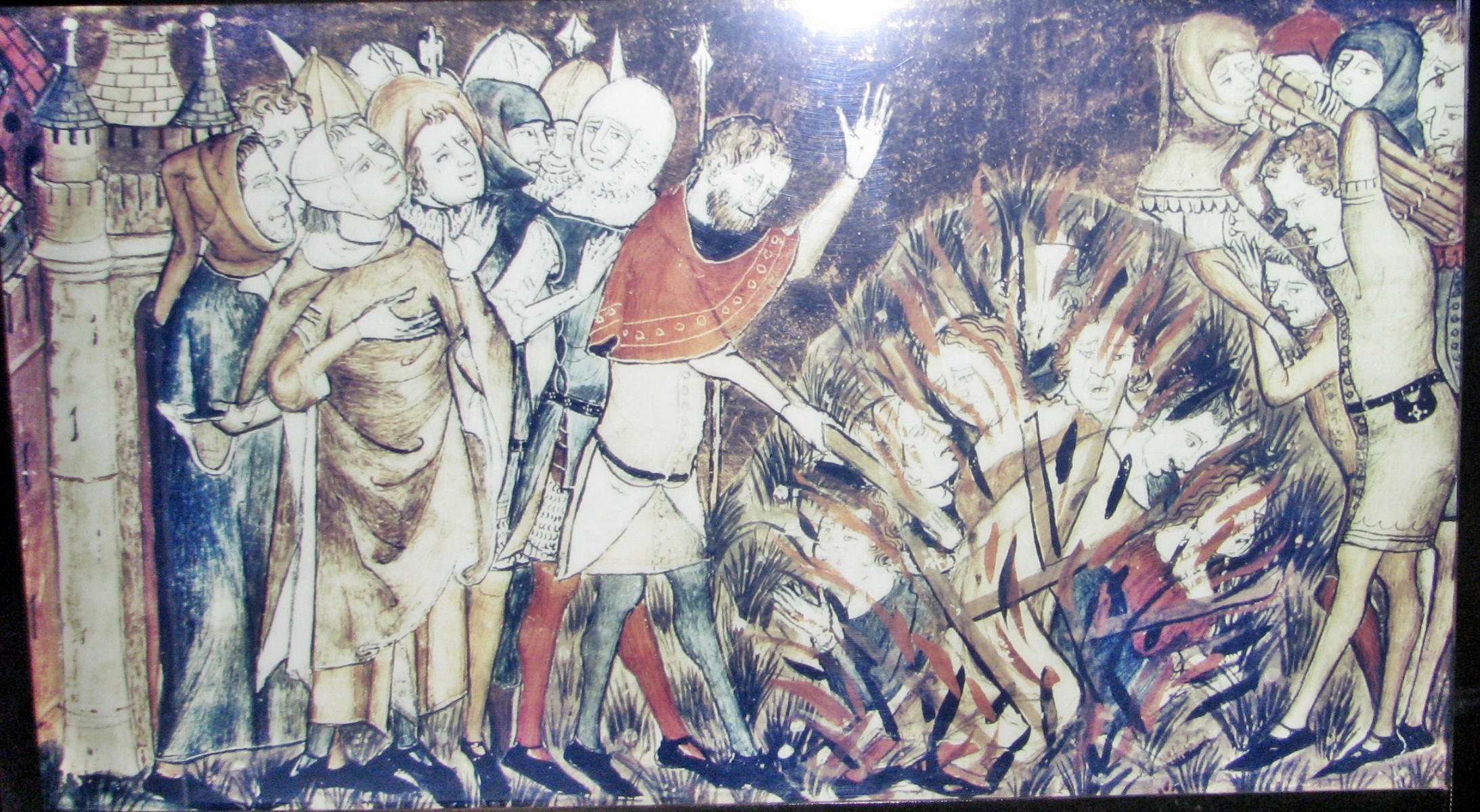
Juifs au bûcher à Strasbourg, 1349

La pensée juive s'est distinguée au XIIe siècle de l'ère commune avec Maïmonide. Persécuté par le pouvoir almohade d'Andalousie, il doit fuir au Maghreb, puis en Égypte. Au XIIIe siècle, des questions théologiques sont soulevées au sujet du prêt à intérêt, interdit dans le christianisme, mais autorisé alors par les Juifs envers les non Juifs (seulement). Les Juifs sont alors souvent relégués dans des fonctions financières, qui sont interdites aux chrétiens.
Au milieu du XIVe siècle, les Juifs sont souvent rendus responsables des terribles maux qui ravagent l'Europe au cours de ce siècle (dont la peste noire, en réalité apportée de Crimée par une nef génoise). En 1391, deux synagogues sont converties en églises à Séville, et des violences antijuives se développent à Tolède et à Valence notamment.
En France, des mesures d'expulsion frappent les Juifs en 1306, en 1322 et en 1394.
À la fin du XVe siècle, les persécutions atteignent leur paroxysme avec l'Inquisition espagnole, qui met en place un système de pureté du sang (limpieza de sangre), et des mesures contre les Marranes que l'on accuse de poursuivre la pratique du judaïsme.
La période des Rishonim s'achève avec le Choulhan Aroukh, compilation de toutes les lois énoncées par le Talmud, ainsi que des opinions et commentaires des grands légalistes et décisionnaires qui les ont examinées, qui fut écrit par le Rav Yossef Karo.

Expulsion des Juifs en Europe entre le XII et le XVIIE s.

Le XVIe siècle est marqué par une série d'expulsions des Juifs en Europe. Après l'expulsion d'Espagne en 1492, les Juifs sont expulsés d'Arles (1493), de Sicile et de Sardaigne (1493), de Florence (1494), de Lituanie (1495), du Portugal (1495), de Tarascon (1496), de Provence (1501), du royaume de Naples (1510), de Ratisbonne (1519), de l'Italie méridionale (1541), du Wurtemberg (1555), de Bavière (1555), de Brandebourg (1573) et de Brunswick (1590).
Le Maghreb (l'Algérie des Zianides, le Maroc des Wattassides, la Tunisie des Hafsides) et l'Empire ottoman deviennent une terre d'accueil pour certaines de ces communautés juives, notamment à Constantinople, Andrinople, Salonique, Smyrne, Trébizonde, Safed, en Crimée et dans les Principautés danubiennes (Moldavie, Valachie). Elles rejoignent les communautés yévaniques qui y vivaient depuis l'époque de l'Empire byzantin, et les ladinisèrent (le judéo-espagnol y supplanta le judéo-grec).
Le judaïsme connaît de profondes modifications à partir de 1492. Le judaïsme rabbinique fait de l'unité du peuple juif un point central de la Loi, et de fait, ne connaît plus de changements majeurs, à l'exception de variations liturgiques dans les différentes communautés, grâce, entre autres, à la rédaction de codes légaux dont la production culmina avec le Choulhan Aroukh. Certains prétendants à la messianité, dont Jacob Franck et Sabbataï Tsevi exaltent les foules, entraînant quelques personnes dans des mouvements dissidents qui aboutissent à leur conversion à l'islam ou au christianisme.

## Des Lumières à la montée du nazisme

### Persécutions et pogroms

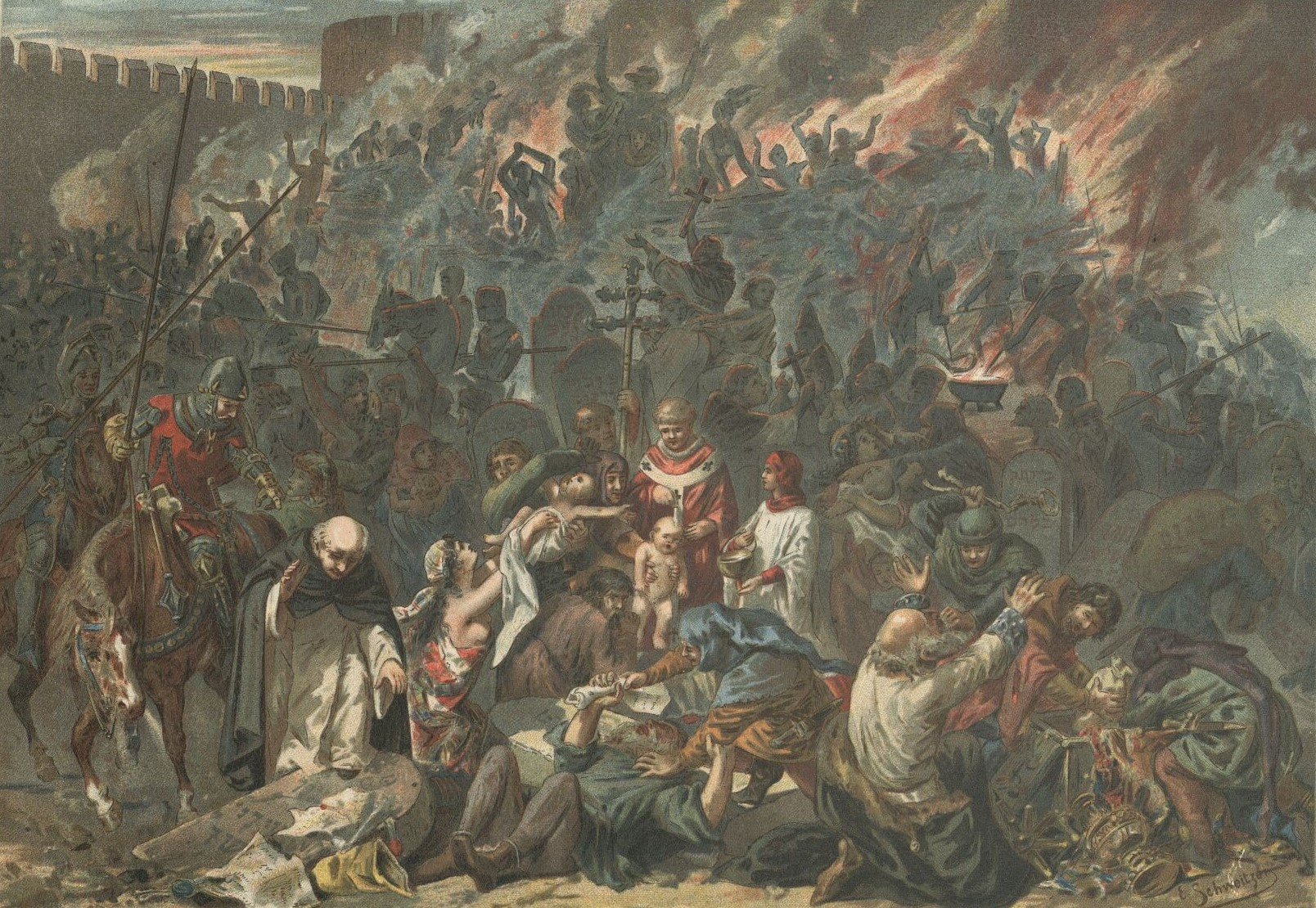
Pogrom de Strasbourg, illustration du XIXe siècle d’Émile Schweitzer

Historiquement les premiers pogroms ont lieu en Rhénanie en 1096, peu avant la première croisade. Il s'agit du début d'une longue série de massacres qui émaillent l'Europe pendant tout le Moyen-Age, à l'aune de l'antisémitisme et de l'antijudaïsme chrétiens.
Durant les XIIIe et XIVe siècles Les Juifs bénéficient d'un statut favorable. En 1646, lors du soulèvement des Cosaques zaporogues et de la population ruthène près de 100 000 Juifs périssent dans des massacres. Lors de l'invasion de la Pologne-Lituanie entre 1654 et 1656, ils subissent de nouveaux massacres perpétrés par les armées tsaristes, puis, après l'annexion d'une grande partie de la Pologne par la Russie. Des violences antisémites se déroulent encore à Odessa en 1821, 1859 et 1871. Le 2 août 1819, débutent les émeutes Hep-Hep à Wurtzbourg en Bavière. Ces émeutes antijuives se propagent en Allemagne durant l’été 1819, pendant lequel la foule pille les maisons et les magasins des Juifs. En France, des pogroms antisémites ont lieu jusqu'en février 1848, date des derniers pogroms qui se sont déroulés à Durmenach et dans le Haut-Rhin.
Une vague de pogroms frappe les populations juives entre 1903 et 1906 en Russie dont l'un des plus importants est celui de Kichinev, le 6 avril 1903. Durant la révolution bolchevique, les historiens ont recensé 6 000 morts dans les pogroms anti-juifs en Russie. En tout, la Russie a été pendant cette période le lieu d’une vingtaine de pogroms majeurs et de 349 mineurs, qui auraient fait 60 000 morts.
En Allemagne, Le Parti nazi d'Hitler institutionnalise un  antisémitisme d'État qui se traduit par des mesures fortement discriminatoires. En particulier, les lois de Nuremberg promulguées le 15 septembre 1935 déclarent les Juifs déchus de la nationalité allemande. Cette politique antisémite se traduit aussi, notamment, par des pogroms telles que ceux de la nuit de Cristal le 9 novembre 1938. Près d'une centaine de Juifs sont tués, une centaine de synagogues brûlées et 7 500 magasins sont pillés.
Dans le monde arabe et musulman, les Juifs qui ont un statut de dhimmis subissent plusieurs pogroms : celui de Fèz au Maroc faisant 42 victimes juives en 1912 ; celui de Gabès en Tunisie qui fait 200 morts et 2 000 blessés et durant lequel 900 maisons juives sont détruites, et des femmes et jeunes filles, violées ou kidnappées[Quand ?] ; celui de Chiraz en 1910 en Iran a été déclenché par une fausse accusation de crime rituel qui fait 12 morts et 50 blessés, les 6 000 Juifs de la ville sont dépouillés de leurs biens : celui de Tripoli de 1945 dans lequel périssent plus de 140 Juifs.
En Palestine mandataire, des pogroms ont lieu à Safed qui conduisent au massacre d'une partie de la communauté juive de la ville, et ainsi qu'à Hébron dont le plus important en 1929, accompagné de pillages, de viols et de destructions fait 67 morts et de nombreux blessés. Cette année-là, les émeutes en Palestine causeront la perte de 133 juifs, et elles se reproduiront.

### Émancipation

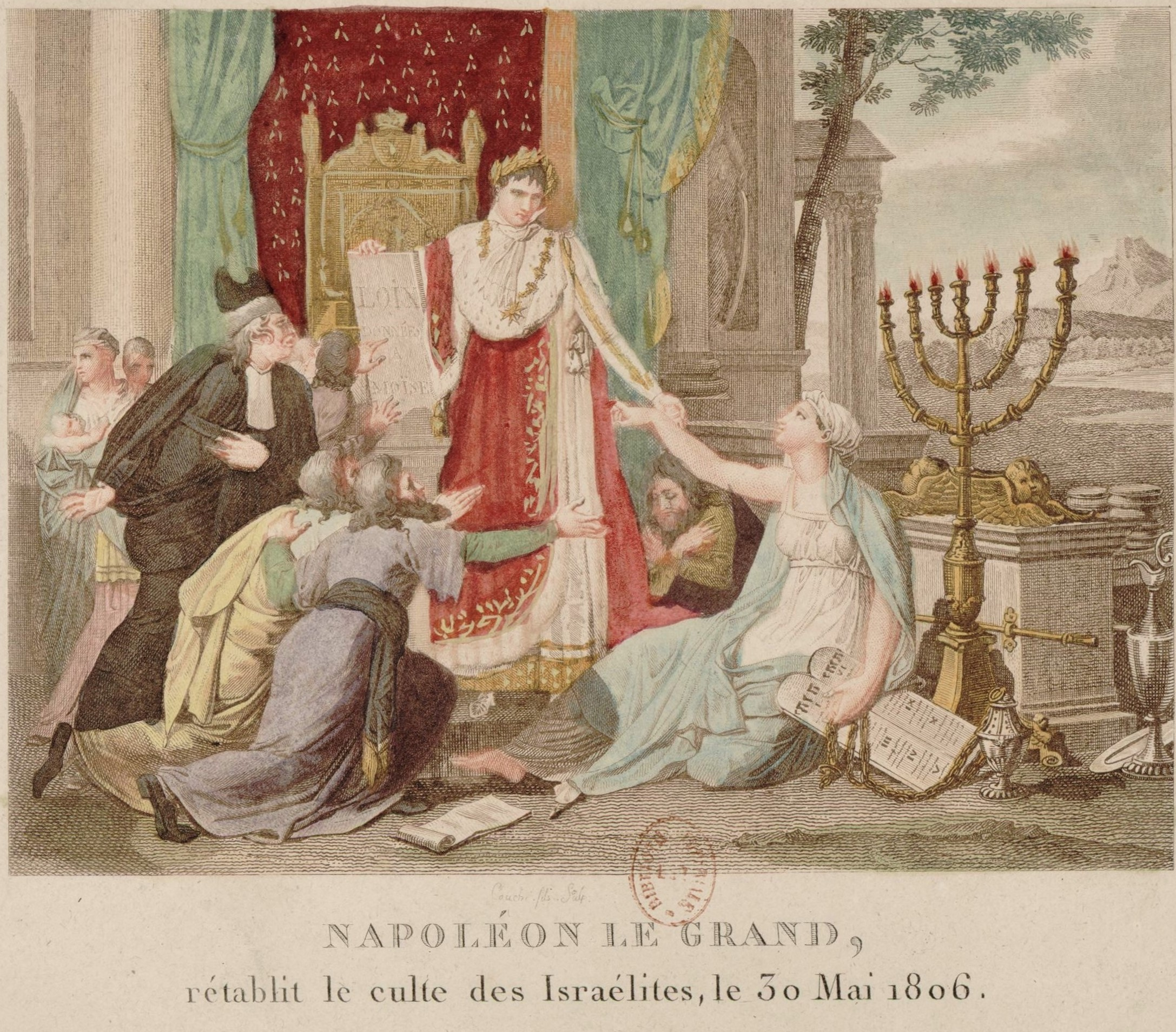
1806 : Napoléon rétablit le culte juif

Les Juifs sont reconnus comme citoyens français à la Révolution, à la suite de deux décrets, l'un du 28 janvier 1790 et l'autre du 27 septembre 1791, sous l'impulsion de l'abbé Grégoire et d'Adrien Duport. L'égalité de droits a été confirmée sous Napoléon Ier. Ces nouvelles lois françaises permettent aux armées de la République et de l'Empire de faire émanciper les Juifs dans les territoires conquis. Généralement (mais pas en France), cette première émancipation est abrogée à la chute de Napoléon Ier. Ce n'est qu'au cours du XIXe siècle que beaucoup d'États européens accordent la pleine citoyenneté aux Juifs. En France même, le serment more judaico n'est aboli que sous Louis-Philippe.
Dans le reste de l'Europe, l'émancipation qui s'est faite au XIXe siècle, a conduit à la disparition au moins formelle des ghettos et à l'égalité des chances pour les Juifs, en Europe occidentale et en Amérique. Là où elle s'est heurtée à une plus grande opposition, dans l'Empire russe particulièrement, les Juifs se sont plus volontiers tournés vers les mouvements révolutionnaires ou le sionisme. L'émancipation entraîne alors en France mais aussi ailleurs en Europe ou en Amérique, la « confessionnalisation » du judaïsme, c'est-à-dire l'alignement de ses pratiques sur le modèle des confessions chrétiennes : le concept de « nation juive » disparaît, les Juifs deviennent des israélites, les schoule deviennent des temples, bâtis sur le modèle des églises.

### Les débuts du sionisme (1850-1939)

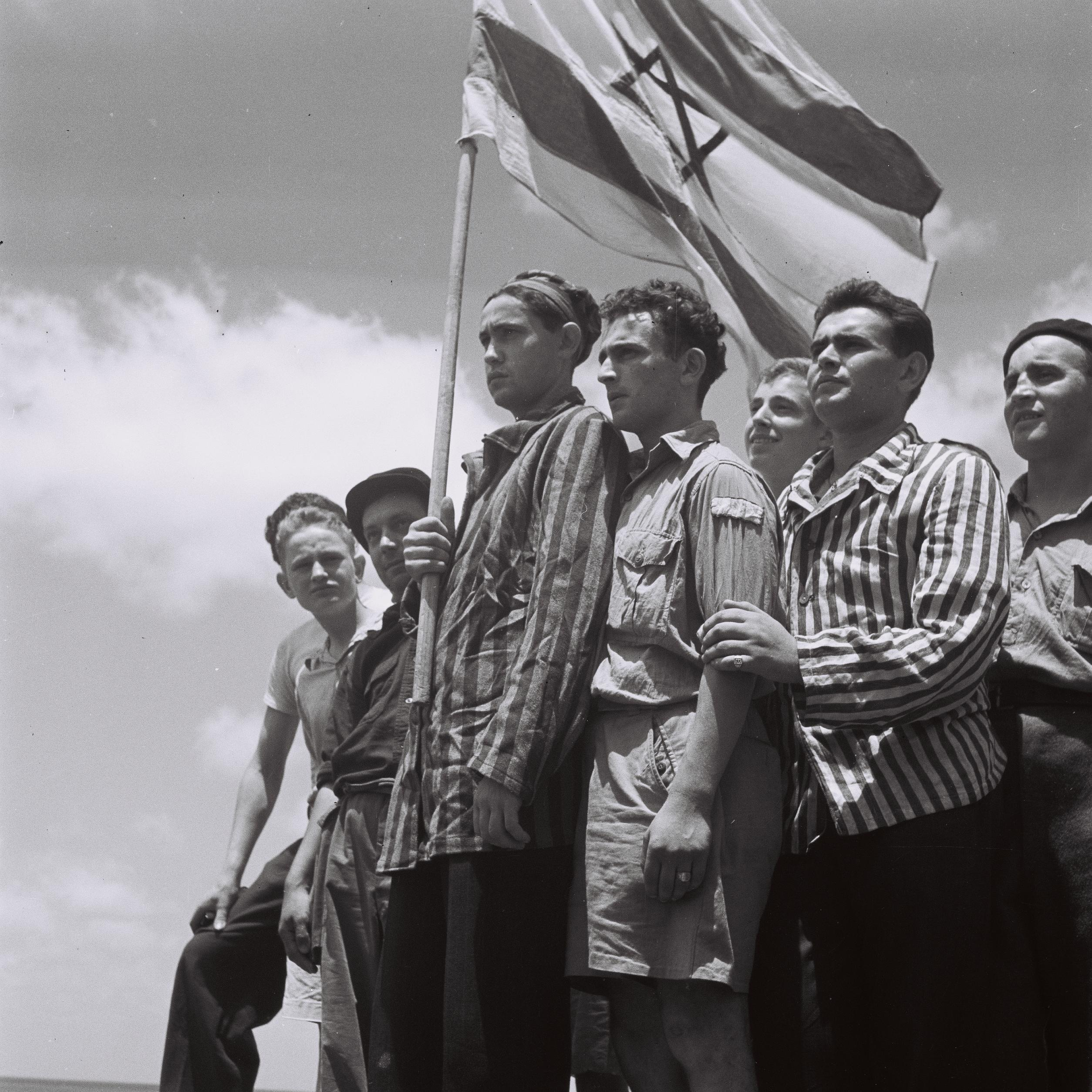
Arrivée à Haïfa de survivants du camp de concentration de Buchenwald en juillet 1945

La fin du XIXe siècle voit la montée dans les communautés juives d'un sentiment national, le sionisme. Les premiers pionniers, chassés par les pogroms russes et soutenus par de riches donateurs occidentaux, assèchent des zones marécageuses où ils ont pu s'installer, dans la plaine côtière de Palestine, alors sous souveraineté ottomane ; l'Affaire Dreyfus suscite la vocation du journaliste viennois Theodor Herzl. Mais l'émigration en Palestine suscite le scepticisme des Juifs « assimilés » d'Europe occidentale et l'opposition de la plupart des rabbins orthodoxes, sans parler des partisans d'un Nouvel Israël en Amérique du Nord, des juifs socialistes pour lesquels l'émancipation totale ne peut advenir que par la révolution prolétarienne ou des bundistes partisans de l'émancipation au sein des pays où ils résident.
Le 2 novembre 1917, le gouvernement britannique publie la Déclaration Balfour. En 1922, la Société des Nations confie l'administration de la Palestine (Mandat) au Royaume-Uni. Les convulsions politiques en Europe, consécutives à la dislocation des Empires russe, austro-hongrois, allemand et ottoman, vont bientôt s'exacerber avec la montée des mouvements et des régimes fascistes et antisémites, qui débouche sur la Shoah.
Toutefois, malgré l'atmosphère antisémite qui prédomine alors, c'est en 1936 que Léon Blum devient le premier juif président du Conseil de la République française.

## Seconde Guerre mondiale et Shoah (1933-1945)
Le régime nazi instauré en Allemagne en 1933 prend dès le début des mesures discriminatoires contre les Juifs, visant notamment à les exclure de toute forme d'activité économique et sociale. Ceux qui le peuvent fuient le pays.
De 1941 à 1945, la Shoah fait six millions de morts dans les pays occupés par l'Allemagne et provoque une infinité de traumatismes physiques, psychologiques et familiaux. Le père Patrick Desbois recense un peu moins de deux millions de juifs morts dans ce que l'on appelle la Shoah par balles, les autres sont notamment exterminés dans les centres de mise à mort créés par les nazis.
En France, le régime de Vichy établit un statut particulier pour les Juifs, qui les écarte de certaines fonctions, puis collabore à la déportation de 75 000 d'entre eux. De nombreux Français (voir Justes) parviennent à limiter le nombre de victimes.

## Naissance de l'État d'Israël (1947)

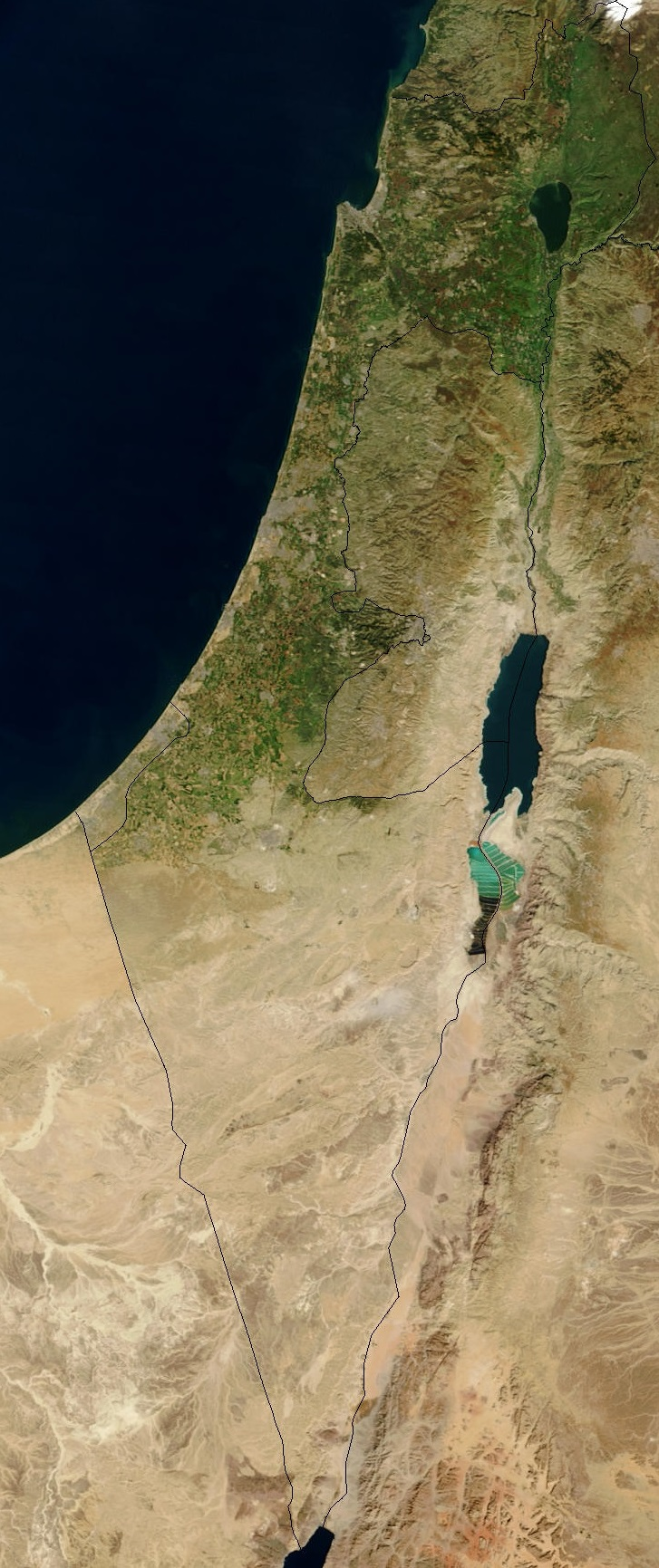
Photo satellite - Israël en janvier 2003.

Le 29 novembre 1947, l'Assemblée générale des Nations unies approuve le Plan de partage de la Palestine en un État juif et un État arabe, la zone de Jérusalem, dénommée corpus separatum, acquérant le statut de ville internationale. La partie juive accepte ce partage territorial mais les autorités palestiniennes et les États arabes les rejettent.
Israël est une démocratie parlementaire qui est le seul État au monde où la population est majoritairement juive (75,4 %) grâce aux différentes vagues migratoires après l'indépendance du pays. La population non juive comprend principalement des Arabes ils représentent 20,6 % de la population : 91 % d'entre eux sont musulmans — parmi lesquels on compte la minorité des Druzes (1,8 % de la population totale) et celle des Bédouins — et 9 % sont chrétiens.
Depuis son indépendance en 1948, l’État d’Israël s'est retrouvé engagé dans plusieurs conflits armés avec les pays arabes voisins : principalement l'Égypte et la Jordanie avec qui elle a signé des traités de paix mais reste en conflit avec la Syrie et le Liban et avec les Palestiniens qui ne reconnaissent pas ses frontières ou même son droit à l'existence comme le groupe Hamas ainsi que le mouvement chiite libanais, Hezbollah, soutenu par l'Iran.

## Le peuple juif au début duXXIesiècle
Au début des années 2000, le peuple juif compte deux pôles majeurs, l'État d'Israël et les États-Unis avec respectivement 6 000 000 et un peu plus de 5 000 000 de personnes (voir l'article Juifs ou Migration vers Israël entre 1948 et 2008 pour un décompte par pays). Loin derrière, on trouve l'Europe occidentale où la plus importante communauté juive, celle de France, atteint à peine 500 000 personnes.
Les communautés traditionnelles d'Europe de l'Est dont la Russie sont devenues peu nombreuses, celles des pays arabes ont quasiment disparu.
Hors d'Israël, les communautés juives sont en voie d'assimilation rapide notamment par mariage mixte. Un autre facteur de diminution peut être l'émigration vers Israël dans les pays où réapparaissent des signes d'antisémitisme.

Chronologie du peuple d'Israël. (Shoftim communément traduit par Judges, Melakhim par Kings.)